# والزلی هورنت

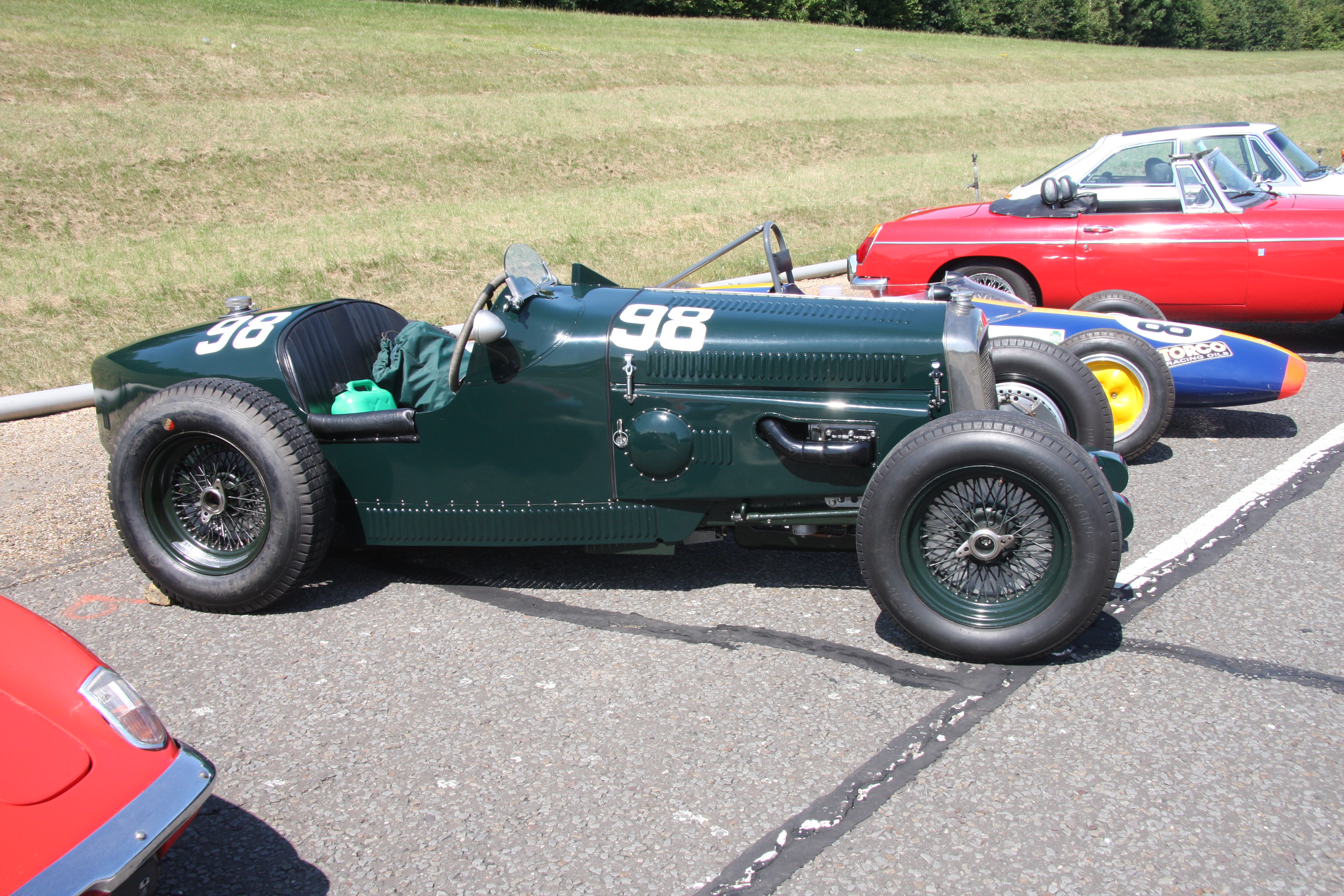

والزلی هورنت (به انگلیسی: Wolseley Hornet) خودرویی است که در سال‌های ۱۹۳۰ تا ۱۹۳۶ در بیرمنگام و بریتانیا تولید شده‌است. طول آن در حالت طبیعی ۱۳۷ اینچ (۳٬۴۸۰ میلیمتر) و عرض آن در حالت طبیعی ۵۴ اینچ (۱٬۳۷۲ میلیمتر) است.
موتور آن ۱۲۷۱ سی‌سی سیستم جعبه‌دندهٔ آن ۴ دنده به صورت دستی است.